# 32 Virginis
32 Virginis, eller FM Virginis och d2 Virginis, är en pulserande variabel av Delta Scuti-typ (DSCTC) i Jungfruns stjärnbild.
Stjärnan varierar mellan visuell magnitud +5,2 och 5,28 med en period av 0,07188 dygn eller 103,51 minuter.